# Olivellopsis
Olivellopsis is een geslacht van weekdieren uit de klasse van de Gastropoda (slakken).

## Soorten
- Olivellopsis amoni (Sterba & Lorenz, 2005)
- Olivellopsis simplex (Pease, 1868)